# Bolbella rhodesiaca
Bolbella rhodesiaca är en bönsyrseart som beskrevs av Max Beier 1930. Bolbella rhodesiaca ingår i släktet Bolbella och familjen Mantidae. Inga underarter finns listade i Catalogue of Life.